# Max Rintelen
Max Rintelen (* 23. Februar 1880 in Graz als Maximilian Stephan Florentius Rintelen; † 1. Dezember 1965 ebenda) war ein österreichischer Jurist und Rechtshistoriker.

## Leben
Max Rintelen stammte aus einem alten westfälischen Patriziergeschlecht; sein Vater Anton Rintelen (d. Ä., 1842–1905) war Rechtsanwalt und Mitglied des österreichischen Reichsgerichtes. Sein Bruder Anton Rintelen (d. J., 1876–1946) war Jurist und Politiker und viele Jahre Landeshauptmann der Steiermark.
Max Rintelen studierte Rechtswissenschaften an der Universität Graz, wo er 1903 promoviert wurde. Seine Lehrer waren u. a. Arnold Luschin-Ebengreuth, Paul Puntschart und Gustav Hanausek. Anschließend ging Rintelen an die Universität Berlin, wo die Rechtshistoriker Heinrich Brunner und Otto von Gierke wirkten, ferner der Historiker Karl Zeumer. Im Sommersemester 1907 habilitierte sich Rintelen an der Universität Leipzig mit einer Arbeit über Schuldknechtschaft und Schuldhaft im Vollstreckungsverfahren. Nach einem Vorlesungssemester an der Universität Königsberg folgte er 1909 einem Ruf als außerordentlicher Professor an die Deutsche Universität Prag. 1916 wurde er Ordinarius für deutsches Recht und österreichische Reichsgeschichte an der Universität Graz. Hier war er fünfmal Dekan der Rechts- und Staatswissenschaftlichen Fakultät; im Studienjahr 1931/32 Rektor der Universität. Über seine Emeritierung 1951 hinaus lehrte er bis zum 75. Lebensjahr. Viele Jahre war er Präses der Rechtshistorischen Staatsprüfungskommission.
Während der Prager Zeit entstanden die Untersuchungen über die Entwicklung des Handelsregisters, die 1914 in Stuttgart erschienen. Vorstudien behandelten das Ragionenbuch der Augsburger Kaufmannschaft. In Graz befasste sich Rintelen intensiv mit der neueren österreichischen Rechtsgeschichte, insbesondere mit dem Juristen Bernhard Walther (1516–1584), dem „Vater der österreichischen Jurisprudenz“ (so Arnold Luschin-Ebengreuth). Rintelen hat frühzeitig die Bedeutung der neueren Privatrechtsgeschichte erkannt und diese Richtung gepflegt. Die Rechtswissenschaft verdankt Max Rintelen eine Edition der privatrechtlichen Traktate Bernhard Walthers (1937). Das Verhältnis von Landsbrauch und Gemeinem Recht wird in einem Beitrag zur Festschrift Artur Steinwenter (1958) behandelt. Neben der rechtshistorischen Forschung befasste sich Rintelen seit dem Beginn der 30er Jahre mit dem Rechtsschutz für geistiges Eigentum. 1958 erschien eine grundlegende Arbeit über Urheberrecht und Urhebervertragsrecht. Max Rintelen war seit 1951 korrespondierendes, seit 1954 wirkliches Mitglied der  Österreichischen Akademie der Wissenschaften sowie Mitglied der Historischen Landeskommission für Steiermark.

## Ehrungen
- 1960: Dr. rer. pol. h. c., Universität Innsbruck

## Werke
- Schuldhaft und Einlager im Vollstreckungsverfahren des altniederländischen und sächsischen Rechtes. Duncker & Humblot, Leipzig 1908.
- Der Gerichtsstab in den österreichischen Weistümern. In: Festschrift Heinrich Brunner zum 70. Geburtstag. Böhlau, Weimar 1910, S. 631–648.
- Bernhard Walthers privatrechtliche Traktate aus dem 16. Jahrhundert, vornehmlich agrarrechtlichen, lehen- und erbrechtlichen Inhalts (= Quellen zur Geschichte der Rezeption. Bd. 4). Hrsg. u. eingeleitet von Max Rintelen). S. Hirzel, Leipzig 1937.
- Landsbrauch und gemeines Recht im Privatrecht der altösterreichischen Länder. In: Festschrift Artur Steinwenter. Zum 70. Geburtstag. Böhlau, Graz/Köln 1958, S. 78–99. Transkription im Repertorium österreichischer und deutscher Rechtsquellen der Frühen Neuzeit
- Urheberrecht und Urhebervertragsrecht nach österreichischem, deutschem und schweizerischem Recht. Springer, Wien 1958.